# Golfo San José
Il golfo San José è un golfo che si trova all'interno del golfo San Matias, nel Mar Argentino, nella provincia argentina del Chubut. È formato dalla penisola di Valdés il cui istmo lo delimita a sud, mentre a nord è segnato dallo stretto che lo collega al golfo San Matias. Lo stesso istmo, chiamato Istmo Carlos Ameghino e lungo circa 6 km, costituisce il lato settentrionale di un altro golfo formato dalla penisola di Valdés, il golfo Nuevo.
Il golfo ha una forma quasi rettangolare, di lunghezza 44,5 km in direzione est-ovest e una larghezza di circa 18,5 km in direzione nord-sud. La profondità media del golfo è di 80 metri, con un picco massimo di 180.
Nel golfo vi è l'isola dei Pájaros, di circa 200 metri per 300, abitata solo da una variegata fauna avicola e per questo dichiarata Riserva nazionale faunistica.